# Moçambique i olympiska sommarspelen 1996
Moçambique deltog i de olympiska sommarspelen 1996 med en trupp bestående av tre deltagare, som resulterade i en bronsmedalj.

## Boxning
| Boxare       | Gren       | Sextondelsfinal      | Åttondelsfinal       | Kvartsfinal          | Semifinal            | Final                |
| Boxare       | Gren       | Motståndare Resultat | Motståndare Resultat | Motståndare Resultat | Motståndare Resultat | Motståndare Resultat |
| ------------ | ---------- | -------------------- | -------------------- | -------------------- | -------------------- | -------------------- |
| Lucas Sinoia | Weltervikt | Mezga (BLR) L 11-6   | Gick inte vidare     | Gick inte vidare     | Gick inte vidare     | Gick inte vidare     |

## Friidrott
Damer
| Idrottare    | Gren               | Heat omgång 1 | Heat omgång 1 | Heat omgång 2 | Heat omgång 2 | Semifinal | Semifinal | Final   | Final     |
| Idrottare    | Gren               | Tid           | Placering     | Tid           | Placering     | Tid       | Placering | Tid     | Placering |
| ------------ | ------------------ | ------------- | ------------- | ------------- | ------------- | --------- | --------- | ------- | --------- |
| Maria Mutola | Damernas 800 meter | 1:58.98       | 2 Q           | N/A           | N/A           | 1:57.62   | 1 Q       | 1:58.71 |           |